# William Cragh
William Cragh (nacido cerca de 1262 y fallecido algo después de 1307) fue un guerrero medieval galés que brindó su apoyo a Rhys ap Maredudd, señor de las tierras de Ystrad Tywi, en su rebelión contra el rey Eduardo I de Inglaterra. Apresado en 1290 por el hijo de William de Braose, el señor cambro-normando de Gower, fue procesado y declarado culpable del asesinato de trece hombres. Al segundo intento, ya que en la primera ocasión en que fue colgado se rompió la horca, lo ejecutaron a las afueras de Swansea. Mary de Braose intecedió, por causas que se desconocen, en favor de Cragh y le suplicó al obispo de Hereford, Thomas de Cantilupe, que le pidiese a Dios que lo resucitara. Cragh comenzó a mostrar indicios de vida el día siguiente a su ejecución y consiguió recuperarse por completo a lo largo de la siguiente semana. Vivió dieciocho años más.
La mayor parte de los datos referidos a la historia de Cragh proceden de la investigación que se llevó a cabo en torno a la canonización de Thomas de Cantilupe, cuyos resultados permanecen guardados en la biblioteca del Vaticano. La «resurrección» de Cragh fue uno de los treinta y ocho milagros que se les presentaron a los comisionados papales a los que se les encomendó en 1307 la tarea de examinar las pruebas de la santidad de Cantilupe. El propio Cragh compareció ante la comisión y se ofreció como prueba. No se conoce nada más acerca de su vida a partir de ese momento. El papa Juan XXII fue el que se encargó finalmente de canonizar a Cantilupe el 17 de abril de 1320.